# Операція найменшого рівня
Опера́ція найме́ншого рі́вня — операція, що зіставляє кожній рекурсивній функції від {\displaystyle \!n} змінних {\displaystyle \!g(x_{1},...,x_{n})} рекурсивну функцію {\displaystyle \!f(x_{1},...,x_{n-1})=\mu x_{n}g\times (x_{1},\ldots ,x_{n})} від {\displaystyle \!n-1} змінної.
Значення {\displaystyle \!f(x_{1},...,x_{n-1})} дорівнює такому найменшому числу 
{\displaystyle \!k}, що {\displaystyle \!g(x_{1},...,x_{n-1},k)=0} і для всіх {\displaystyle \!z<k} функція  {\displaystyle \!f(x_{1},...,x_{n-1},z)} визначена і не дорівнює нулю.
Якщо для деяких фіксованих значень {\displaystyle \!a_{1},...,a_{n}} такого {\displaystyle \!k} не існує, то {\displaystyle \!f\quad (a_{1},...,a_{n})} вважається невизначеною при даних фіксованих значеннях.